# Ejmi Stil
Ejmi Stil (Pensilvanija, SAD, 3. maj 1960) takođe poznata i kao Amy Steel Pulitzer, američka je filmska i televizijska glumica, najpoznatija po svojoj ulozi Džini Fild, posljednje djevojke u filmu Petak trinaesti 2 iz 1981. godine. Godine 1982. je dobila ponudu od redatelja Stiva Minera da reprizira svoju ulogu posljednje djevojke u trećem dijelu filmskog serijala Petak 13, ali je ona odbila ponudu, zbog čega se poslije jako pokajala. Nakon toga, glumila je u nizu filmova i serija koji nisu imali neki financijski uspjeh.